# Бреннер, Дэвид (монтажёр)
Дэвид Бреннер (англ. David Brenner) (3 ноября 1962 — 17 февраля 2022) — американский монтажёр, известный (вместе с Джо Хатшингом, Пьетро Скалия, и Джули Монро) тем, что был одним из «команды монтажёров» режиссёра Оливера Стоуна. Был избран членом Американской ассоциации монтажёров.
Бреннер умер 17 февраля 2022 года в возрасте 59 лет.

## Фильмография
| Год  | Фильм                                           | Режиссёр(ы)             | Заметки                                                                                   |
| ---- | ----------------------------------------------- | ----------------------- | ----------------------------------------------------------------------------------------- |
| 1988 | Радиоболтовня                                   | Оливер Стоун            | Со-монтажёр с Джо Хатшингом                                                               |
| 1989 | Рождённый четвёртого июля                       | Оливер Стоун            | Со-монтажёр с Джо Хатшингом Выиграл премию «Оскар» за лучший монтаж                       |
| 1991 | Дорз                                            | Оливер Стоун            | Со-монтажёр с Джо Хатшингом                                                               |
| 1992 | Ночь и город                                    | Ирвин Уинклер           |                                                                                           |
| 1993 | Небо и земля                                    | Оливер Стоун            | Со-монтажёр с Салли Менке                                                                 |
| 1994 | Дикая река                                      | Кёртис Хэнсон           | Со-монтажёр с Джо Хатшингом                                                               |
| 1996 | Страх                                           | Джеймс Фоули            |                                                                                           |
| 1996 | День независимости                              | Роланд Эммерих          | Выиграл премию «Золотой спутник» за лучший монтаж                                         |
| 1997 | Лолита                                          | Эдриан Лайн             | Со-монтажёр с Джули Монро                                                                 |
| 1998 | Куда приводят мечты                             | Винсент Уорд            |                                                                                           |
| 2000 | Патриот                                         | Роланд Эммерих          | Со-монтажёр с Джули Монро                                                                 |
| 2001 | Кейт и Лео                                      | Джеймс Мэнголд          |                                                                                           |
| 2003 | Идентификация                                   | Джеймс Мэнголд          |                                                                                           |
| 2004 | Послезавтра                                     | Роланд Эммерих          |                                                                                           |
| 2006 | Башни-близнецы                                  | Оливер Стоун            | Со-монтажёр с Джули Монро                                                                 |
| 2008 | Особо опасен                                    | Тимур Бекмамбетов       |                                                                                           |
| 2009 | 2012                                            | Роланд Эммерих          | Со-монтажёр с Питером Эллиоттом Номинировался на премию «Спутник» за лучший монтаж        |
| 2010 | Уолл-стрит: Деньги не спят                      | Оливер Стоун            | Со-монтажёр с Джули Монро                                                                 |
| 2011 | Пираты Карибского моря: На странных берегах     | Роб Маршалл             | Со-монтажёр с Уайаттом Смитом                                                             |
| 2013 | Человек из стали                                | Зак Снайдер             |                                                                                           |
| 2014 | 300 спартанцев: Расцвет империи                 | Ноам Мурро              | Со-монтажёр с Уайаттом Смитом                                                             |
| 2014 | Потерянный рай                                  | Андреа Ди Стефано       | Со-монтажёр с Марилин Монтье                                                              |
| 2016 | Бэтмен против Супермена: На заре справедливости | Зак Снайдер             |                                                                                           |
| 2017 | Лига справедливости                             | Зак Снайдер Джосс Уидон | Со-монтажёр с Ричардом Пирсоном и Мартином Уолшем                                         |
| 2021 | Лига справедливости Зака Снайдера               | Зак Снайдер             |                                                                                           |
| 2022 | Аватар 2                                        | Джеймс Кэмерон          | Со-монтажёр с Джеймсом Кэмероном, Джоном Рефуа и Стивеном Э. Ривкином (Посмертный выпуск) |
| 2024 | Аватар 3                                        | Джеймс Кэмерон          | Со-монтажёр с Джеймсом Кэмероном, Джоном Рефуа и Стивеном Э. Ривкином (Посмертный выпуск) |

## Награды и номинации
- 1990 – Рождённый четвёртого июля  - Премия «Оскар» за лучший монтаж (вместе с Джо Хатшингом[англ.]) (победа)[5]
- 1990 – Рождённый четвёртого июля  - Премия Американской ассоциации монтажёров за лучший монтаж художественного фильма (вместе с Джо Хатшингом) (номинация)
- 1997 – День независимости  - Премия «Золотой спутник» за лучший монтаж[англ.] (победа)
- 2009 – 2012  - Премия «Спутник» за лучший монтаж (вместе с Питером Эллиоттом) (номинация)[6][7]